# 13. podporna brigada (ZDA)
13. podporna brigada (izvirno angleško 13th Support Brigade) je bila podporna brigada Kopenske vojske Združenih držav Amerike.

## Zgodovina
Brigada je bila leta 1980 preoblikovana v 13. podporno poveljstvo.